# Семен Чечуга
Семен Чечуга (*д/н — після 1630) — український політичний та військовий діяч, кошовий отаман Запорозької Січі у 1619 році.

## Життєпис
Походив з козацької старшини. Перша згадка відноситься до 1619 року, коли обирається кошовим отаманом. Підтримав гетьмана Якова Бородавку, невдоволеного Роставицькою угодою. Разом з ним здійснив морський похід на Тягиню. Ймовірно 1620 року був учасником походу на Стамбул і Варну.
У 1621 році очолив полк у 3200-3400 козаків під час Хотинської війни. Про подальшу долю замало відомостей. Остання згадка відноситься до 1630 року, коли він був учасником повстання Федоровича й у Переяславі брав участь в перемовинах з польськими комісарами, що завершилося Переяславською угодою. Подальша доля невідома.